# Heather McLean
Heather McLean (* 4. Januar 1993 in Winnipeg) ist eine kanadische Eisschnellläuferin.

## Werdegang
McLean debütierte im November 2013 in Calgary im Eisschnelllauf-Weltcup und belegte dabei in der B-Gruppe den 32. Platz über 1000 m. In der Saison 2014/15 erreichte sie bei den Einzelstreckenweltmeisterschaften 2015 in Heerenveen den 22. Platz im Lauf über 2 × 500 m und bei der Sprintweltmeisterschaft in Astana den 23. Rang. Im Januar 2015 wurde sie kanadische Meisterin über 500 m. Ihren ersten Start im A-Weltcup hatte sie zu Beginn der Saison 2015/16 in Calgary. Sie errang dabei den 19. Platz über 1000 m und erreichte mit dem dritten Platz im Teamsprint ihre erste Podestplatzierung im A-Weltcup. Im weiteren Saisonverlauf kam sie über 500 m dreimal auf den dritten Platz und belegte damit den sechsten Platz im Gesamtweltcup über 500 m. Im Januar 2016 siegte sie bei den kanadischen Meisterschaften über 1000 m. Im folgenden Monat belegte sie bei den Einzelstreckenweltmeisterschaften 2016 in Kolomna den 23. Platz im Massenstart und den neunten Rang im 2 × 500-m-Lauf und bei der Sprintweltmeisterschaft in Seoul den 12. Platz.

## Persönliche Bestzeiten
- 500 m: 37,29 s (aufgestellt am 25. Februar 2017 in Calgary)
- 1000 m: 1:14,36 min (aufgestellt am 25. Februar 2017 in Calgary)
- 1500 m: 1:58,87 min (aufgestellt am 4. Januar 2019 in Calgary)
- 3000 m: 4:31,69 min (aufgestellt am 16. Februar 2013 in Calgary)